# Villamarín (Orense)
Villamarín (oficialmente y en gallego Vilamarín) es un municipio de la provincia de Orense en Galicia. Pertenece a la Comarca de Orense. Cuenta con una población de 1854 habitantes (INE 2024).

## Geografía
Integrado en la comarca de Orense, se sitúa a 18 kilómetros de la capital provincial. El término municipal está atravesado por la carretera N-525 entre los pK 250 y 255, además de por la carretera N-540 que une Orense con Lugo. 
El relieve se caracteriza por su marcado aplanamiento, prolongación de los Chaos de Amoeiro, y porque coincide en parte con el peldaño de menos altitud de la sierra del Faro. La Sierra da Martiña confiere personalidad al paisaje de la zona septentrional del municipio, además de albergar las mayores alturas, como el monte en el que se encuentra el castro de Baínte (773 metros). En el ángulo nororiental se alzan los montes de Orbán, que superan también los 700 metros de altitud. En cuanto a la hidrografía, hay que subrayar que una de las mayores riquezas naturales que posee el municipio es la abundancia de aguas, que no se traduce en grandes ríos, sino en innumerables regatos y manantiales que dejan su testimonio no sólo en el verde de la tierra, sino también en una rica toponimia. El río más importante de la zona es el Barbantiño, afluente del Miño. Se trata de un río de régimen fluvial que se va formando con las aguas que recoge de pequeños regatos. La altitud oscila entre los 810 metros en el límite con San Cristovo de Cea, y los 360 metros a orillas del río Barbantiño. El pueblo se alza a 506 metros sobre el nivel del mar. 
| Noroeste: San Cristóbal de Cea | Norte: Carballedo (Lugo) | Noreste: Carballedo (Lugo) y La Peroja |
| Oeste: San Cristóbal de Cea    |                          | Este: La Peroja                        |
| Suroeste: Amoeiro              | Sur: Amoeiro y Coles     | Sureste: Coles                         |

## Geografía humana

### Demografía
Cuenta con una población de 1854 habitantes (INE 2024).
| Gráfica de evolución demográfica de Villamarín entre 1842 y 2021 |
| |
| Población de derecho según los censos de población del INE Población de hecho según los censos de población del INEEn estos censos se denominaba Villamarín: 1842, 1857, 1860, 1877, 1887, 1897, 1900, 1910, 1920, 1930, 1940, 1950, 1960, 1970 y 1981 |

| Evolución de la población de Villamarín (Orense) - desde 1900 hasta 2022 -                                                           |      |      |      |      |      |      |      |         |          |          |          |          |
| 1900 | 1930 | 1950 | 1981 | 2004 | 2007 | 2010 | 2011 | 2012    | 2013     | 2020     | 2021     | 2022     |
| 4206 | 3544 | 3767 | 2361 | 2301 | 2281 | 2175 | 2162 | {{{9}}} | {{{10}}} | {{{11}}} | {{{12}}} | {{{13}}} |
| Fuentes: INE e IGE (Los criterios de registro censal variaron entre 1900 y 2011, y los datos del INE y del IGE pueden no coincidir.) |      |      |      |      |      |      |      |         |          |          |          |          |

### Organización territorial
El municipio está formado por setenta y seis entidades de población distribuidas en nueve parroquias:
- Boimorto (Santa Eulalia)[7][10][9]
- El Río[8] (San Salvador)[7][11]
- León (Santa Eulalia)[7][12][9]
- Orbán (Santa Mariña)[7][13]
- Reádegos (San Vicente)
- Sobreira (San Juan)[14]
- Tamallancos (Santa María)
- Villamarín[8] (Santiago)[2]
- Viña (San Román)